# Sharp PC-1210
Sharp PC-1210 (PC-1210 / 1211 / 1212) је био џепни рачунар, производ фирме Шарп (Sharp) који је почео да се израђује у Јапану током 1980. године.
Користио је 4-битни Sharp CMOS SC-43177(A) и SC43178 као централни микропроцесор а RAM меморија рачунара PC-1210 је имала капацитет од PC-1210: PC-1210: 896 бајтова (400 корака / 50 меморија доступно кориснику).

## Детаљни подаци
Детаљнији подаци о рачунару PC-1210 су дати у табели испод.
|                       | |
| [ 1 ]                 | |
| Произвођач            | Шарп |
| Тип                   | џепни рачунар                                                                                                 |
| Меморија              | PC-1210: 896 бајтова (400 корака / 50 меморија доступно кориснику)                                            |
| Поријекло             | Јапан |
| Година                | 1980 |
| Тастатура             | 57 тастера, QWERTY калкулаторски тип                                                                          |
| Процесор              | 4-битни и |
| Фреквенција процесора | 256 |
| RAM                   | PC-1210: 896 бајтова (400 корака / 50 меморија доступно кориснику)                                            |
| ROM                   | 11,2 kB (?)                                                                                                   |
| Текст                 | 1 линија x 24 знакова (монитор са текућим кристалом)                                                          |
| Графика               | нема |
| Боја                  | црно и бијело                                                                                                 |
| Звук                  | централни процесор управља са њиме пиезоелектрични звучник, фиксна фреквенција и трајање преко Бејсик команде |
| Димензије             | 175 (ширина) x 70 (дубина) x 15 (висина) / 170                                                                |
| Портови               | |
| Оперативни систем     | |